# Ariadne albifascia
Ariadne albifascia is een vlinder uit de familie Nymphalidae. De wetenschappelijke naam van de soort is voor het eerst geldig gepubliceerd in 1921 door James John Joicey & George Talbot.